# Casey Stengel
Charles Dillon „Casey“ Stengel (* 30. Juli 1890 in Kansas City, Missouri; † 29. September 1975 in Glendale, Kalifornien) war ein US-amerikanischer Baseballspieler und -manager in der Major League Baseball (MLB). Sein Spitzname war The Old Perfesser.

## Leben
Casey Stengel wuchs als jüngstes von drei Kindern in Missouri auf. In seiner Highschool war er Mannschaftsmitglied in 3 Sportarten: Baseball, Basketball und Football. Mit 19 Jahren verließ er die Highschool, um Profibaseball zu spielen. Bis ins Jahr 1912 spielte er bei verschiedenen Teams in den Minor Leagues, meistens wurde er im Outfield eingesetzt.
Seine Spielerkarriere in der Major League begann dann am 17. September 1912 in einem Spiel der Brooklyn Dodgers. Weitere Stationen waren die Pittsburgh Pirates, Philadelphia Phillies, New York Giants und die Boston Braves. In den Majors wurde Stengel meistens als Outfielder eingesetzt. Er war kein überragender Spieler, erreichte aber dreimal die World Series, 1916 mit den Dodgers sowie 1922 und 1923 mit den Giants. In seinen letzten World Series schaffte er sogar zwei Home Runs.
Wesentlich erfolgreicher sollte seine Karriere als Manager verlaufen. Allerdings waren die ersten Stationen in Brooklyn und Boston nicht sonderlich erfolgreich. Beste Platzierungen waren fünfte Plätze in den 8 Mannschaften umfassenden Ligen. Mit seinem Wechsel zu den New York Yankees im Jahr 1949 änderte sich das. Stengel gewann fünfmal hintereinander die World Series mit seinem Team, bis heute bleibt diese Leistung unerreicht.
1960 entschieden die Yankees, dass Stengel mit 70 Jahren zu alt sei, um das Team weiter zu managen. Seine letzte Station als Manager verbrachte er bei den New York Mets, landete aber in jeder Saison auf dem letzten Platz.
1966 wurde Stengel in die Baseball Hall of Fame gewählt. Seine Nummer 37 wird sowohl von den Yankees als auch den Mets nicht mehr vergeben.